# Аналогна електроника
Аналогна електроника је део електронике која се бави обрадом аналогних сигнала, који су по природи континуални и по времену и по амплитуди. Задатак аналогне електронике је анализа и пројектовање различитих електронских кола у која спадају исправљачи, појачавачи, стабилизатори, осцилатори, модулатори, детектори (демодулатори), мешачи, филтри, итд. Како су од интреса кола у широком распону радне учестаности, од индустријских 50 Нz па све до области видљивог спктра, реда 1015 Нz, кола се анализирају и у временском и комплексном домену, применом такозване Лапласове трансформације.
Фундаментална структура савремене електронике је, такозвани, pn спој. Број компонената које у себи имају импламентиран pn спој је поприлично велики. Најчешће коришћење компоненте су диода (која сама по себи представља један, основни, pn спој), затим биполарни транзистор, MOSFET и JFET транзистори, итд. Свака од наведених компонената има више подврста, различите намене, од којих су у модерној електроници јако популарне оне које у себи имају изражен фотоефекат. Такође, број режима рада компонената са pn спојем је вилики, што је дало модерној електроници облик и важност какву данас има. Режими рада који се срећу у теорији и пракси су исправљачи, прекидачки, појачавачки, итд.
Аналогна електроника, за разлику од дигиталне, углавном не користи (није основна идеја) прекидачки режим рада компоненти базираних на pn споју. Иако је данас далеко лакше обрађивати информације помоћу рачунара, аналогна електроника представља неизбежну везу између природе, која је на нама опипљивом нивоу континуална и по времену и по амплитуди, и дигиталне електронике, која је основна идеја модерног рачунара.

## Историјски развој
Претеча данашњих полупроводничких компоненти са имплементираним pn спојем су, такозване, катодне цеви. Године 1939. Russell Ohl проналази модерни pn спој и подиже електронику на виши ниво. Како је диода сама по себи pn спој, била прва компонента направљена у полупроводничкој технологији. Даљи напредак електроника доживљава 1947. године када је израђен први транзистор у полупроводничкој технологији. Коначна експаниза десила се 1959. када је на једној германијумској плочици израђено два транзистора, у реализацији Џека Килбија. Овим започиње ера интегрисане технике, тј. ера практичне реализације интегрисаних кола, која данас омогућава да на једном чипу буде више милиона електронских компоненти.

## Дискретна и интегрисана техника

### Дискретна техника
Дискретна техника представља реализацију електронских кола комбиновањем појединачних компоненти. Најчешће сретана кола у дискретној техници су појачавачка кола са МОSFET и биполарним транзисторима, исправљачка кола, стабилизатори са зенеровом диодом итд. 
Најпопуларније дискретне компоненте на бази pn споја су:
1. Диоде:
- Шоткијева диода
- Зенерова диода
- Варикап диода
- LED диода
- фотодиода
- соларна ћелија

2. Транзистори:
- биполарни транзистор
- JFET
- MOSFET
- MESFET
- Фототранзистор

3. Дијак
4. Тријак
5. Тиристори.
Везано за горенаведене компоненте треба нагласити да су изузетно нелинеарне, стога прорачуни могу бити изузетно компликовани, због чега је годинама развијан низ апроксимација за лакшу анализу.
Компоненте као што су отпорници, кондензатори и калемови су такође јако честе, и углавном спадају у дискретне компоненте (мада се отпорник може реализовати у интегрисаној техници). Прва међу њима, по основној идеји је термогена отпорност, која има линарну везу између напона и струје на својим крајевима, док су друга два елемента динамичка, тј. конститутивне релације су им диференцијалне једначине прваог реда.

### Интегрисана техника
Интегрисана техника представља реализацију појединих електронских кола на једној плочићи, такозваном чипу, који се користе као целина. Са остатком склопа се повезују преко пинова, којих има различит број у зависности од кола до кола. Пројектују се за обављање различитих задатака, како у аналогној електроници тако и у дигиталној електроници.
Најчешће сретана интегрисана кола су:
1. Операциони појачавач, који се може реализовати у више различитих техника:
- Биполарна техника
- МОS техника
- као и BI-MOS техника

2. Чипови са комплементарним паром транзистора:
- СМОS
- биполарни

3. Велики број наменских чипова подједнако потребних и у аналогној и у дигиталној електроници.
Операцони појачавач, иако нелинеарна компонента (сада га посматрамо као једну компоненту, јер немамо могућност да користимо понаособ транзисторе који су интегрисани унутар чипа), се врло једноставно линеаризујемо у појединим областима, принципом део-по-део линарне карактеристике. То омогућава једноставно разумевање принципа рада, као и реализацију великог броја електронских система за најразличитије примене у пракси. Једна од најбитних компоненти у аналогној електроници.

## Примена аналогне електронике
Области у којима је неопходно подробније разумевање аналогне електронике су:
- линеарна електроника, линеаризација електронских кола у области рада,
- енергетска електроника, пројектовање и управљање електронским склоповима за претварање електричне енергије из једног облика у други:

конвертори:
- DC/DC
- AC/DC
- DC/AC
- AC/AC

- микроталасна електроника, електронска кола за рад на учестаностима од 300 MHz do 300 GHz,
- телекомуникације, кола за фазне и амплитудске могулације, као и демодулације, итд.
- аутоматика, готова сва кола која треба да комуницирају са механичким делом система базирају се на аналогној електроници.